# Laura Damgaard
Laura Damgaard Lund, född 16 september 1996 i Horsens, Danmark är en dansk handbollsspelare, som spelar mittnia.

## Karriär
Damgaard började spela handboll i åttaårsåldern i Horsens och spelade kvar tills hon var 17 år. Hon bytte då klubb till Skanderborg där hon spelade i fyra säsonger innan hon bytte till EH Aalborg 2017. Under sitt andra år för Aalborg i ligan vann hon skytteligan i damehåndboldligaen. Säsongerna 2019-2021 spelade hon för Viborgs HK och hon fick också spela i det danska landslaget under dessa år. Under hösten 2019 råkade hon ut för en korsbandsskada. 2021 återvände hon till Horsens HK.

## Meriter
- Skytteligavinnare i Damehåndboldligaen 2018-2019[7]